# Championnat d'Israël de football 2012-2013
Navigation
Saison précédente Saison suivante
La saison 2012-2013 du Championnat d'Israël de football est la 61e édition du championnat de première division en Israël.
La Ligat HaAl regroupe les quatorze meilleurs clubs du pays au sein d'une poule unique, où ils s'affrontent deux fois au cours de la saison, à domicile et à l'extérieur. À l'issue de cette première phase, les six premiers disputent la poule pour le titre, tandis que les huit derniers prennent part à la poule de relégation, qui voit les deux derniers être relégués en Liga Leumit. Elle a débuté le 25 août 2012 et se termine en mai 2013.

## Le règlement
- Les deux dernières équipes issues de la poule de relégation sont relégués et seule une équipe est promue de Liga Leumit.

## Équipes

### Participants et localisation
| \| Betar Jérusalem Hapoël Bnei Sakhnin Bnei Yehoudah MS Ashdod Hapoël Acre Hapoël Beer-Sheva Hapoël Haïfa Hapoël Ramat Gan Hapoël Tel-Aviv Hapoël Kiryat Shmona [[Hapoël Nir Ramat Ha-Sharon\\|Hapoël Ramat]] Maccabi Haïfa Maccabi Netanya Maccabi Tel-Aviv \| Localisation des clubs engagés dans le championnat. |
| Betar Jérusalem Hapoël Bnei Sakhnin Bnei Yehoudah MS Ashdod Hapoël Acre Hapoël Beer-Sheva Hapoël Haïfa Hapoël Ramat Gan Hapoël Tel-Aviv Hapoël Kiryat Shmona [[Hapoël Nir Ramat Ha-Sharon\|Hapoël Ramat]] Maccabi Haïfa Maccabi Netanya Maccabi Tel-Aviv                                                            |

| Club                  | Classement 2011-2012 | Entraîneurs    | Stade                           | Capacité théorique | Ville           |
| --------------------- | -------------------- | -------------- | ------------------------------- | ------------------ | --------------- |
| Betar Jérusalem       | 9                    | Eli Cohen      | Teddy Stadium                   | 21 600             | Jérusalem       |
| Hapoël Bnei Sakhnin   | 8                    | Shlomi Dora    | Doha Stadium                    | 8 500              | Sakhnin         |
| Bnei Yehoudah         | 3                    | Dror Kashtan   | Bloomfield Stadium              | 14 413             | Tel Aviv-Jaffa  |
| FC Ashdod             | 7                    | Yossi Mizrahi  | Yud-Alef Stadium                | 7 800              | Ashdod          |
| Hapoël Acre           | 10                   | Shimon Edri    | Acre Municipal Stadium          | 5 000              | Acre            |
| Hapoël Beer-Sheva     | 13                   | Elisha Levy    | Vasermil Stadium                | 13 000             | Beer-Sheva      |
| Hapoël Haïfa          | 12                   | Nir Klinger    | Kiryat Eliezer Stadium          | 14 002             | Haïfa           |
| Hapoël Ramat Gan      | 1 (D2)               | Freddy David   | Winter Stadium                  | 8 000              | Ramat Gan       |
| Hapoël Tel-Aviv       | 2                    | Nitzan Shirazi | Bloomfield Stadium              | 14 413             | Tel Aviv-Jaffa  |
| Hapoël Kiryat Shmona  | 1                    | Gili Landau    | Kiryat Shmona Municipal Stadium | 5 300              | Kiryat Shmona   |
| Hapoël Ramat HaSharon | 11                   | Beni Tabak     | Haberfeld Stadium               | 6 000              | Ramat Ha-Sharon |
| Maccabi Haïfa         | 5                    | Reuven Atar    | Kiryat Eliezer Stadium          | 14 002             | Haïfa           |
| Maccabi Netanya       | 4                    | Tal Banin      | Stade de Netanya                | 13 610             | Netanya         |
| Maccabi Tel-Aviv      | 6                    | Oscar García   | Bloomfield Stadium              | 14 413             | Tel Aviv-Jaffa  |